# Microsoft Flight Simulator 98
Microsoft Flight Simulator '98 è un simulatore di volo del 1997 sviluppato da Microsoft Game Studios e pubblicato da Ubisoft. Si tratta della sesta versione di Microsoft Flight Simulator, seconda sviluppata espressamente per Windows (e non per MS-DOS), preceduta da Microsoft Flight Simulator '95 e succeduta da Microsoft Flight Simulator 2000. Tra le principali innovazioni presenta la possibilità di pilotare un elicottero, funzione non implementata nelle versioni precedenti.
È stata la prima versione a fare uso dell'accelerazione video tramite Direct3D e delle istruzioni MMX.

## Modalità di gioco
Le principali caratteristiche di Microsoft Flight Simulator 98 sono la presenza di più di 3000 aeroporti reali e 45 aree metropolitane. Vi sono inoltre vari scenari, meteo reale, 7 aeromobili (dotati di pannello 2D e 3D) più la possibilità di pilotare l'elicottero Bell 206B JetRanger.

### Aerei
La seguente è la lista degli aerei presenti nel gioco:
- Bell 206B JetRanger
- Boeing 737-400
- Cessna Skyline 182R RG
- Cessna Skyline 182S
- Extra 300
- Learjet 45
- Schweizer 2-32 Sailplane
- Sopwith Camel

### Meteo
Per quanto riguarda il meteo è possibile scegliere tra clima sereno, leggermente nuvoloso, molto nuvoloso, temporale e foschia. Si può cambiare inoltre la velocità del vento, la visibilità e data e ora del volo, tutte impostazioni che potranno influire sull'esperienza di volo.

### Tipi di gioco

#### Crea volo
Modalità che permette all'utente di creare un volo da zero scegliendo l'aeroporto di partenza, l'aeromobile, il meteo e l'ora del volo

#### Scuola di volo
Sezione riguardante l'apprendimento, comprende:
- Lezioni di Volo: Scenari di volo interattivi adatti ad imparare sul campo l'uso dei vari aeromobili e delle varie manovre.
- Guida in Linea: Guida creata appositamente per imparare l'utilizzo del simulatore.
- Addestramento: Guida completa di informazioni, spiegazioni testuali e video inerenti al volo. Tra questi spiccano i video riguardanti l'esecuzione delle manovre acrobatiche spiegate dal pilota acrobatico Patty Wagstaff.

#### Seleziona volo
Modalità che comprende vari scenari di volo tra cui atterraggi senza carburante, con guasti o condizioni meteorologiche avverse. Non mancano comunque scenari inerenti voli di routine o decolli in luoghi suggestivi come, ad esempio, le piramidi di Giza.

#### Sessione in rete
Nel gioco è possibile, inoltre, usufruire della sezione in rete via internet o LAN per partecipare a partite multiplayer.

## Requisiti minimi
Il gioco, per essere avviato, deve rispettare i seguenti requisiti minimi:
- Sistema Operativo: Windows 95, Windows 98, Windows NT versione 4.0 o Windows XP
- Processore: Pentium 66 Mhz o superiore
- RAM: 8 MB (Windows 95, Windows 98) 12 MB (Windows NT)
- Hard Disk: minimo 100 MB
- Video: Super VGA, monitor 256 Colori
- Periferiche: Mouse
- Lettore CD-ROM: minimo 2x